# برنامج استكشاف المريخ

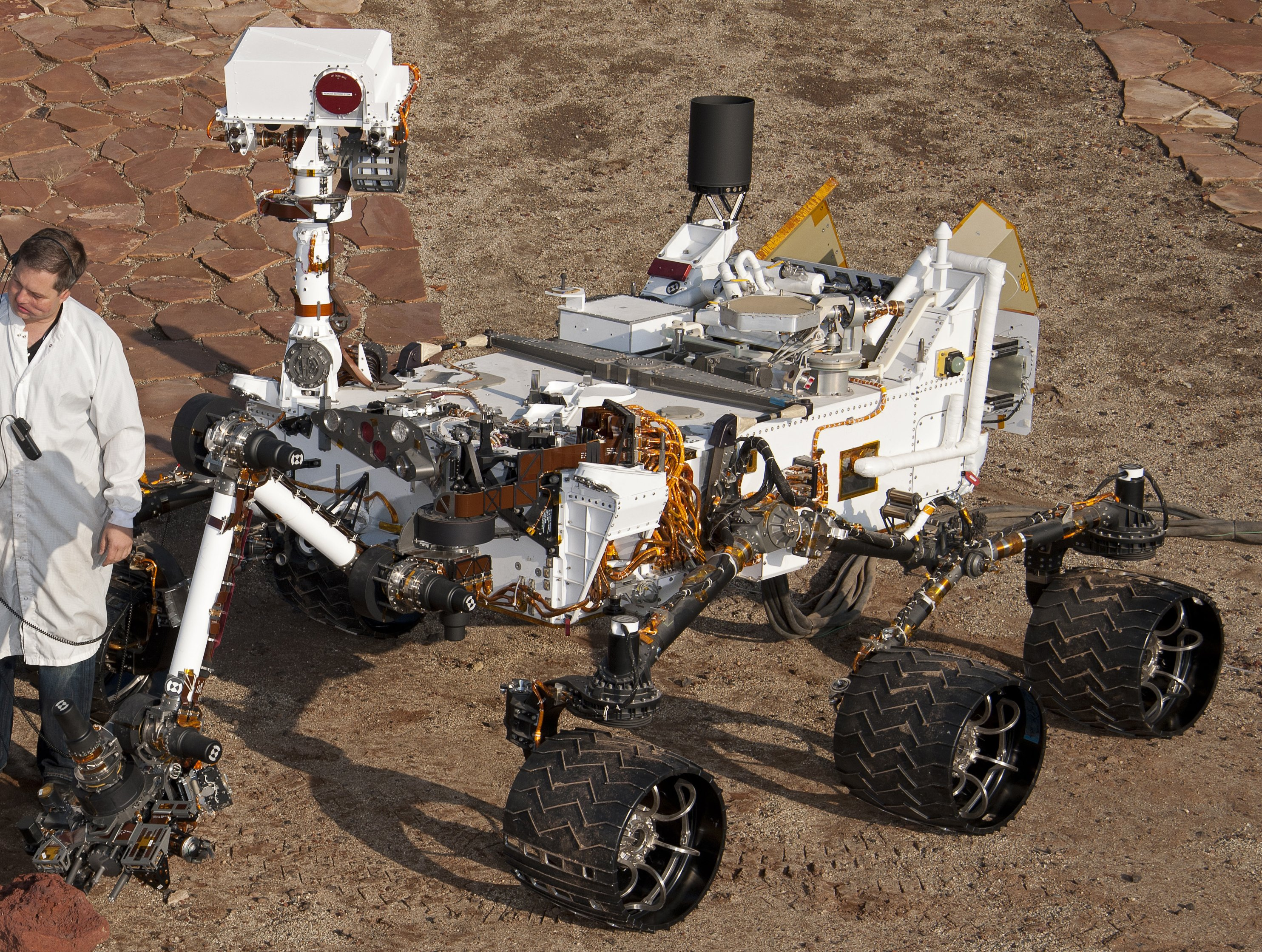

برنامج استكشاف المريخ (إم إي بي) هو عبارة عن المساعي طويلة الأمد لاستكشاف كوكب المريخ، تقوده وتموله ناسا. أُسس هذا البرنامج عام 1993، واستخدم المركبات الفضائية المدارية ومركبات الهبوط والروفرات المريخية لاستكشاف احتماليات الحياة على المريخ، بالإضافة إلى استكشاف مناخ الكوكب والموارد الطبيعية. تدير إدارة المهام العلمية التابعة لناسا البرنامج عن طريق دوغ ماكويشن من قسم العلوم الكوكبية. شُكِّلت مجموعة لتخطيط برنامج المريخ نتيجةً لتخفيض قدره 40% من ميزانية ناسا في السنة المالية 2013 وهي تجمع رؤساء التكنولوجيا، والعلوم، والعمليات البشرية، والمهمات العلمية في ناسا، ومهمتها المساعدة في إعادة صياغة برنامج استكشاف المريخ.

## الخلفية
على الرغم من رصد البابليين والمصريين واليونانيين للمريخ في العصور القديمة، إلّا أنه لم يُدرس بتعمّق حتى اختراع التلسكوب في القرن السابع عشر. قام الاتحاد السوفيتي بأول محاولة لإرسال المسبار فضائي الملقب بـ «مارسنيك» إلى سطح المريخ عام 1960. فشل المسبار في الوصول إلى مدار الأرض، وكانت المهمة غير ناجحة أبدًا. كان من الشائع في المهمات المصممة لاستكشاف لمريخ الفشل في إكمال أهدافها، فقد فشلت ثلث المهمات المُعدة للمريخ تقريبًا حتى قبل أن تبدأ القيام بأي أرصاد.
أُنشئ برنامج استكشاف المريخ رسميًا بعد فشل المسبار مارس أوبزرفر في سبتمبر عام 1992، والذي كان مهمة ناسا الأولى إلى المريخ منذ مشروعي فايكينغ1 وفايكينغ2 عام 1975. نقلت المركبة التي استندت في بنائها إلى قمر صناعي تجاري للاتصالات معدّل يدور حول الأرض (على سبيل المثال: القمر الصناعي أسترا 1إيه لشركة إس إي إس) حمولة من المعدات المصممة لدراسة جيولوجيا وجيوفيزياء (فيزياء الأرض) المريخ ومناخه من مدار حوله. انتهت المهمة في أغسطس عام 1993 عندما انقطعت الاتصالات قبل ثلاثة أيام من دخول المركبة المُخططة إلى المدار.

## الأهداف/ الاستراتيجيات
هناك أربعة أهداف عريضة لبرنامج استكشاف المريخ وفقًا لناسا، كلها تصب في صالح فهم إمكانية الحياة على المريخ.

### الهدف الأول: تحديد ما إذا كانت الحياة قد ظهرت على المريخ في وقت ما
يجب التحديد إن كانت الحياة قد ظهرت على المريخ يومًا ما من أجل فهم صلاحية السكن على سطحه. وهذا يبدأ بتحديد ملائمة الكوكب للحياة. لُقبت إستراتيجية برنامج استكشاف المريخ الأساسية بـ «اتبع الماء»، والفكرة العامة منها هي حيث توجد الحياة يوجد الماء (على الأقل في الأمثلة الموجودة على كوكب الأرض). من المرجح أنه إذا كانت الحياة قد ظهرت على المريخ بالفعل، فإنها كانت بحاجة لمصدر مياه موجود لفترة كافية (طويلة) من الوقت. لذلك فإنّ أحد أهم أهداف برنامج استكشاف المريخ هو البحث عن الأماكن حيث توجد المياه، أو حيث كانت موجودة، أو من المحتمل أن توجد، مثل مجاري الأنهار الجافة، وتحت سطح الكوكب، وفي الغطاء الجليدي القطبي للمريخ.
بعيدًا عن المياه، تحتاج الحياة إلى مصادر طاقة أخرى لتستمر. تجعل وفرة الأكاسيد الفائقة الحياة على سطح كوكب المريخ أمرًا غير مرجحًا بشكل كبير، لأنها تستبعد أشعة الشمس بشكل أساسي كمصدر طاقة مرجح لدعم الحياة. ولذلك يجب البحث عن مصادر بديلة للطاقة مثل الطاقة الحرارية الجوفية والطاقة الكيميائية. تستعمل أشكال الحياة على كوكب الأرض هذه المصادر، إذ يمكن أن تستعملها الكائنات الحية الدقيقة (الميكروبات) التي تعيش تحت سطح المريخ.
يمكن البحث عن الحياة على سطح المريخ أيضًا عن طريق الحصول على بصمات الحياة السابقة والحالية أو البصمات الحيوية. يمكن لوفرة الكربون النسبية والموقع والأشكال التي يمكن أن يوجد بها أن تطلعنا أين وكيف قد تكون تطورت الحياة. ربما يدل وجود معادن الكربونات، إلى جانب تكوّن الغلاف الجوي للمريخ من ثاني أوكسيد الكربون بشكل عام العلماء على أنّ الماء توفر على الكوكب لمدة طويلة كافية لتعزيز تطور الحياة.

### الهدف الثاني: توصيف مناخ المريخ
يتمثل الهدف الثاني لبرنامج استكشاف المريخ بتوصيف كلّ من مناخ المريخ الحالي والماضي، بالإضافة إلى العوامل المؤثرة على تغير المناخ في المريخ. من المعروف حاليًا أن المناخ منتظم بسبب التغيرات الموسمية لغطاء الجليد المريخي، وتحريك الغلاف الجوي للغبار، وتبادل بخار الماء بين السطح والغلاف الجوي. يساعد فهم ما تعنيه هذه الظواهر المناخية العلماء بشكل أكثر فاعلية لنمذجة المناخ الماضي (القديم) للمريخ، ما يوفر درجة أعلى من الفهم لديناميكيات المريخ.

### الهدف الثالث: توصيف جيولوجيا المريخ
تختلف جيولوجيا المريخ عن جيولوجيا الأرض، ومن بين عدة اختلافات أخرى، براكينه الضخمة بشكل كبير وقلّة حركة قشرته. إنّ هدف برنامج استكشاف المريخ هو فهم هذه الاختلافات بينه وبين الأرض إلى جانب الطريقة التي شكّلت بها الرياح، والماء، والبراكين، والحركات التكتونية، وتشكّل الفوهات الصدمية، والعمليات الأخرى سطح المريخ. يمكن للصخور مساعدة العلماء في وصف الأحداث المتتالية في تاريخ المريخ، والإفصاح عمّا إذا كانت هناك وفرة في المياه على الكوكب من خلال تمييز المعادن التي تتشكل في المياه فقط، ومعرفة ما إذا كان للمريخ غلاف مغناطيسي في يوم ما (وهذا يدل على كون المريخ في وقت ما كوكبًا ديناميكيًا شبيهًا بالأرض).

### الهدف الرابع: التحضير للاستكشاف البشري للمريخ
تشكّل البعثة المأهولة للمريخ تحديًا هندسيًا هائلًا. يجب على العلماء فهم ديناميكيات المريخ بعناية قدر الإمكان قبل أي تحرك باتجاه إرسال البشر إلى سطح المريخ، لأنّ سطح المريخ يحتوي على الأكاسيد الفائقة، بالإضافة إلى الافتقار للغلاف المغناطيسي وطبقة الأوزون التي تحمي من الإشعاعات الصادرة عن الشمس.

## التحديات

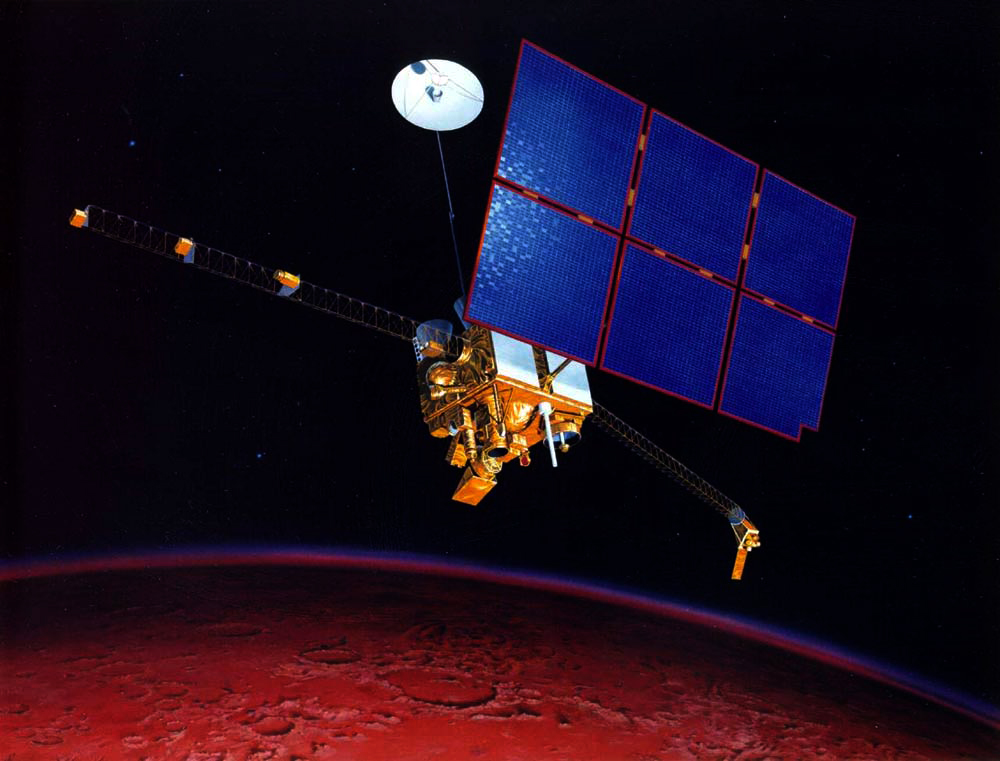
مراقب المريخ

واجهت مهمات استكشاف المريخ تاريخيًا بعضًا من أعلى معدلات الإخفاق لمهمات ناسا، والتي يمكن أن تُعزى إلى التحديات الهندسية الضخمة لهذه المهمات بالإضافة إلى الحظ السيئ. مع وجود العديد من الأهداف لبرنامج استكشاف المريخ، والتي تتضمن الدخول والنزول والهبوط بالمركبة الفضائية على سطح المريخ، تبرز العوامل مثل الغلاف الجوي للكوكب، وتضاريس السطح غير المستوية، والتكلفة الكبيرة لتوليد بيئات تشبه المريخ من أجل الاختبار.
إنّ الغلاف الجوي للمريخ أرق بمئة مرة بالمقارنة مع الأرض. ونتيجةً لهذا، إن نزلت المركبة ضمن الغلاف الجوي للهبوط على السطح ستتباطأ سرعتها على ارتفاع أقل بكثير، وستعتمد على كتلة جسمها، وربما لن يكون لديها الوقت الكافي للوصول إلى السرعة الحدية (الانتهائية). ومن أجل نشر مكابح بسرعة الصوت أو دون سرعة الصوت، يجب أن تكون السرعة أقل من الحد المسموح وإلّا فلن تكون هذه المكابح فعالة. لذلك يجب تطوير تقنيات لأجل تبطيء مركبة الهبوط بما يكفي لإتاحة الوقت الكافي لعمليات الهبوط الأخرى الضرورية التي يجب القيام بها قبل الهبوط.
يختلف الغلاف الجوي للمريخ على مدار العام المريخي، ما يمنع المهندسين من تطوير نظام دخول ونزول وهبوط مشترك لجميع المهمات. تزيد العواصف الرملية التي تحدث باستمرار درجة حرارة الغلاف الجوي السفلي وتقلل من كثافة الغلاف الجوي، ويرتبط هذا مع الارتفاعات المتغيرة بشدة على سطح المريخ، ما يُجبر على اختيار موقع هبوط مُحافظ للسماح للمركبة بالتباطؤ الكافي.